# 永丰镇 (乌鲁木齐市)
永丰镇，是中华人民共和国新疆维吾尔自治区乌鲁木齐市沙依巴克区下辖的一个乡镇级行政单位。
2016年11月20日，新疆维吾尔自治区人民政府批复同意撤销永丰乡建制，设立永丰镇，仍属乌鲁木齐县。
2025年，永丰镇划归沙依巴克区。

## 行政区划
永丰镇下辖以下地区：
永盛村、公盛村、上寺村、下寺村、永丰村和永新村。